# Jon Ola Sand

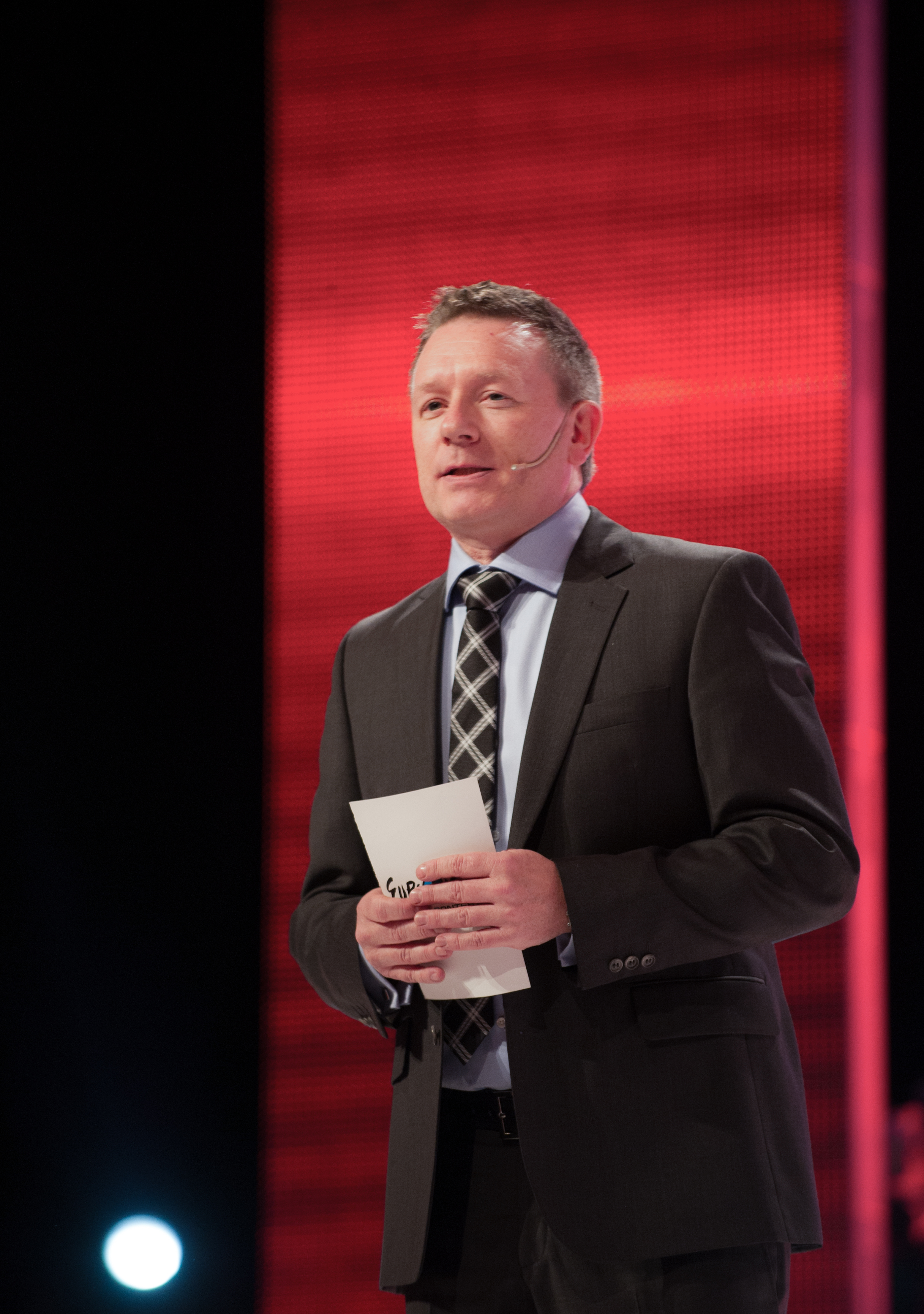
Jon Ola Sand in Bakoe

Jon Ola Sand (Oslo, 21 december 1961) is een Noors televisieproducent, die voor de Noorse nationale omroep Norsk Rikskringkasting (NRK) werkt.

## Biografie
Sand heeft meer dan 15 jaar ervaring met grote producties en co-producties voor NRK en TV 2 alsook voor onafhankelijke productiebedrijven. Sand is lid van de International Academy of Television Arts & Sciences. Sand organiseerde en produceerde veel verschillende programma's, waaronder het Nobel Peace Prize Concert, de Noorse filmprijs en de Melodi Grand Prix, de Noorse voorronde van het Eurovisiesongfestival.
In 2010 werd Sand uitvoerend producent (Executive Producer) van het Eurovisiesongfestival 2010 in Oslo.
Op 26 november 2010 werd Sand tot supervisor (Executive Supervisor) van het Eurovisiesongfestival benoemd, nadat Svante Stockselius uit zijn functie trad. Zijn werkzaamheden als supervisor begonnen officieel op 1 januari 2011.